# Kis kudu
A kis kudu (Tragelaphus imberbis) az emlősök (Mammalia) osztályának párosujjú patások (Artiodactyla) rendjébe, ezen belül a tülkösszarvúak (Bovidae) családjába és a tulokformák (Bovinae) alcsaládjába tartozó faj.

## Előfordulása
Etiópia, Szomália, Dél-Szudán, Dzsibuti, Uganda, Kenya és Tanzánia területén él. Száraz tövises cserjés szavannák lakója, kerüli a nyílt terepet. Mindig víz közelében él. Hegyoldalakon 1500 méter magasságig fordul elő.
1967-ben egy kis kudut fedeztek fel Jemenben. Ez volt az első eset hogy csavartszarvú antilopra bukkantak Afrika területén kívül. Azóta bizonyos források szerint előfordul ez a faj Szaúd-Arábia területén is. Minden esetre az Arab-félszigeten nagyon ritkán fordul elő, az is lehet hogy mára ki is halt ott. Azt hogy eredetileg is őshonos fajnak számít ez az Arab-félszigeten vagy valamikor korábban az ember telepítette-e be oda, mára nem lehet biztosan eldönteni.

## Megjelenése
Testhossza 110-140 centiméter, farokhossza 26-40 centiméter, marmagassága 90-105 centiméter, testtömege a bikáknál 92-108 kilogramm, a teheneknél 56-70 kilogramm. Szarvai csak a bikáknak vannak, ezek 50-70 centiméter hosszúra nőnek meg.
Szőrzete szürke vagy vörösesbarna színű. Rövid hátsörénye van, toroksörénye nincs (szemben a nagy kudu bikáival), lábai fekete-fehér szőrpamacs található. A keresztcsík az orrán keresztül nem zárt, fehér pofafoltjai és fehér csíkjai vannak a nyakán.

## Életmódja
Éjjel-nappal aktív faj, de főleg alkonyatkor szeret mozogni. Hűséges lakóhelyéhez, de nem territoriális. Kicsi, 4-10 egyedből álló, stabil anya-utód közösségekben él, amelyekben többnyire egyetlen bika van. A fiatal bikák agglegény csordákban élnek. Tápláléka hasonlóan a nagy kuduhoz többnyire levelekből, cserjék hajtásaiból áll. Füvet igen ritkán fogyaszt. Ellenségei közé számítanak az oroszlánok, leopárdok, hiénakutyák, foltos hiénák, a fiatal állatokra a gepárdok és a szerválok is veszélyesek.

## Szaporodása
Körülbelül 7 hónapnyi vemhesség után a nőstény egyetlen 7-8 kilogramm tömegű utódot ellik, amely legalább két hétig a bozótosban rejtőzik és 6 hónapig szopik. Az elléshez a nőstények külön vonulnak családjuktól. Az ivarérett hímek kétéves korukban hagyják le szülőcsoportjukat, ezután egyedül élnek vagy agglegény csordákat alkotnak. A tehenek többnyire egész életüket szülőcsoportjukban élik le.

## Képek

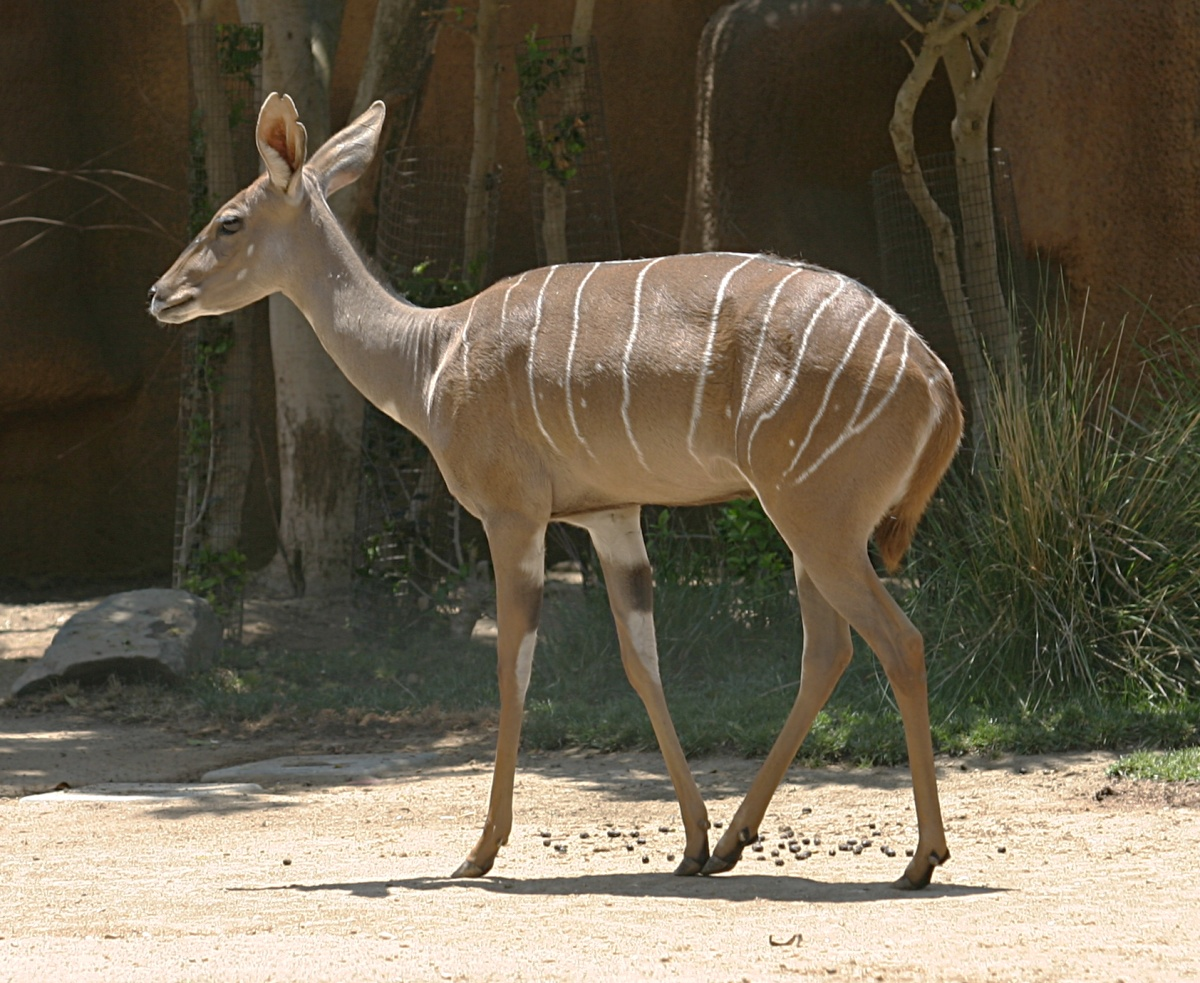
Nőstény
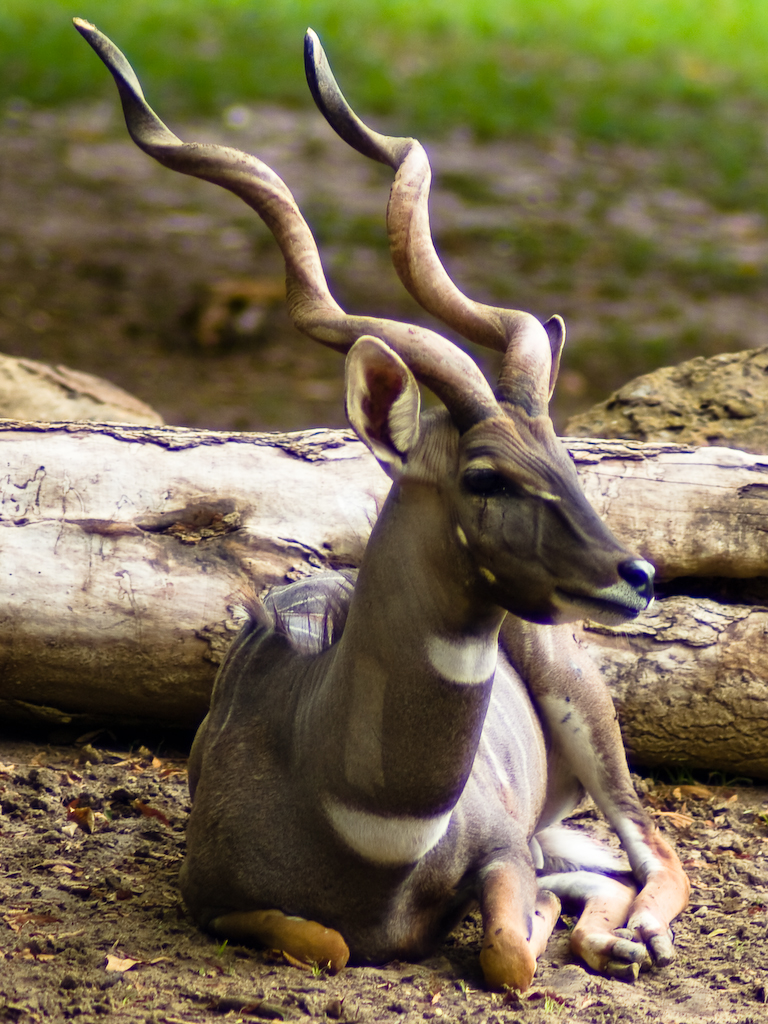
Bika
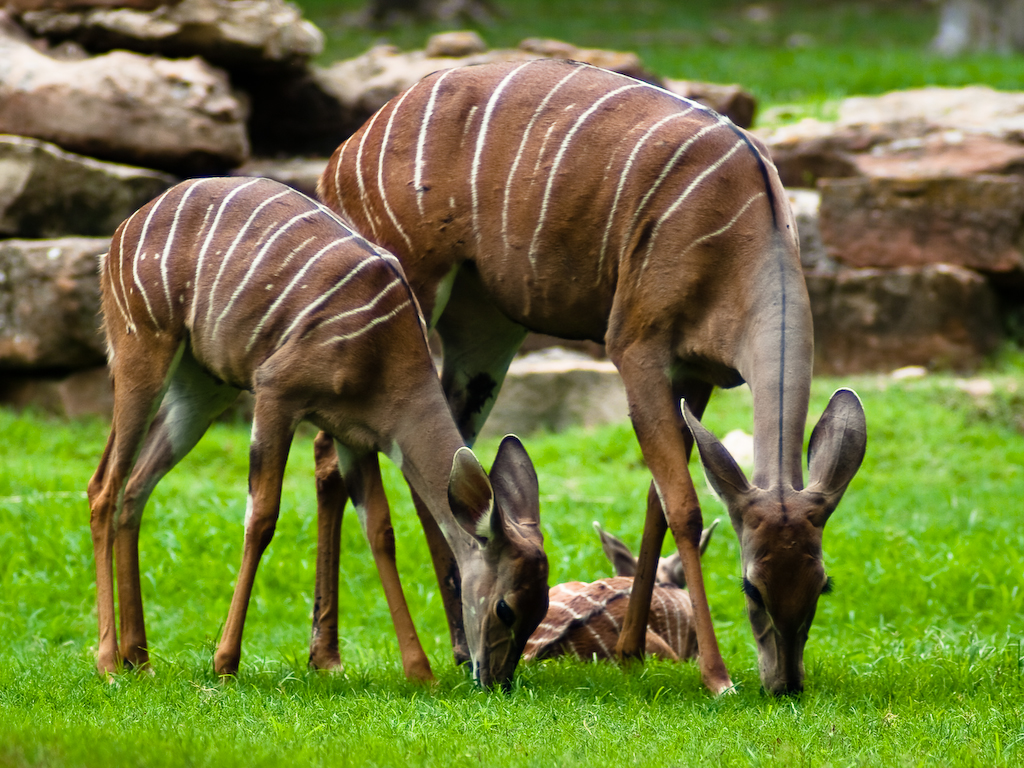
Nőstény és borja